# Miguel Ángel Moratinos
Miguel Ángel Moratinos Cuyaubé (ur. 8 czerwca 1951 w Madrycie) – hiszpański polityk i dyplomata, w latach 2004–2010 minister spraw zagranicznych.

## Życiorys
Ukończył prawo i nauki polityczne na Uniwersytecie Complutense w Madrycie, następnie kształcił się w szkole dyplomatycznej Escuela Diplomática. Został pracownikiem ministerstwa spraw zagranicznych. W drugiej połowie lat 70. był dyrektorem sekcji ds. relacji z Europą Wschodnią, następnie przebywał na placówkach w Jugosławii (jako pierwszy sekretarz i chargé d’affaires) oraz w Maroku (jako radca ds. politycznych). Później objął stanowisko zastępcy dyrektora generalnego MSZ ds. Afryki Północnej. W 1991 został dyrektorem rządowego instytutu koordynującego współpracę z państwami Bliskiego Wschodu, a w 1993 dyrektorem generalnym ministerstwa ds. Afryki i Środkowego Wschodu.
W 1996 mianowany ambasadorem Hiszpanii w Izraelu. W tym samym roku powołany na specjalnego wysłannika Unii Europejskiej do spraw procesu pokojowego w konflikcie izraelsko-arabskim. Funkcję tę pełnił do 2003.
W 2000 dołączył do Hiszpańskiej Socjalistycznej Partii Robotniczej. Z jej ramienia w 2004 i 2008 wybierany na posła do Kongresu Deputowanych VIII i IX kadencji, sprawując mandat do 2011. W kwietniu 2004 objął stanowisko ministra spraw zagranicznych w rządzie José Luisa Rodrígueza Zapatero, które zajmował do października 2010. W 2007 sprawował funkcję przewodniczącego OBWE.
Po odejściu z bieżącej polityki zajął się działalnością akademicką, a także doradczą. W 2011 bezskutecznie ubiegał się o stanowisko dyrektora generalnego FAO.

## Odznaczenia
Odznaczony m.in. Krzyżem Wielkim Orderu Zasługi Rzeczypospolitej Polskiej (2010).